# New Washington, Ohio
New Washington là một làng thuộc quận Crawford, tiểu bang Ohio, Hoa Kỳ. Năm 2010, dân số của làng này là 967 người.

## Dân số
- Dân số năm 2000: 987 người.
- Dân số năm 2010: 967 người.